# Soph Galustian
Soph Galustian est une actrice, scénariste et humoriste britannique née à Manchester.

## Biographie
Elle naît à Manchester.

### Études
Elle étudie à l'université de South Bank de Londres.

### Carrière
En 2021, elle pilote une série de courts métrages comiques sur des femmes de 15 ans de la classe ouvrière pour BBC Three,,,.
En 2024, elle publie le livre No worries if not: A Funny(ish) story of growing up working class and queer,, qui explore ses expériences en matière de pauvreté, d’homosexualité, de santé mentale, de deuil et de communauté.

## Filmographie
- 2024 : Everyone Else Burns : Julia

## Vie privée
Elle est lesbienne.